# Munna concavifrons
Munna concavifrons är en kräftdjursart som först beskrevs av Barnard 1920.  Munna concavifrons ingår i släktet Munna och familjen Munnidae. Inga underarter finns listade i Catalogue of Life.